# شهرستان نیهوانگ
شهرستان نیهوانگ (به لاتین: Neihuang County) یک منطقهٔ مسکونی در چین است که در آنیانگ واقع شده‌است.